# Margarete von England

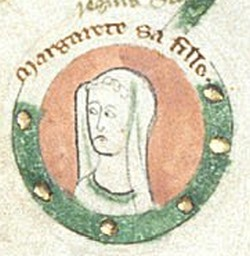
Margarete von England. Buchmalerei aus dem 13. Jahrhundert

Margarete von England (englisch Margaret of England) (* etwa am 5. Oktober 1240 in Windsor Castle; † 27. Februar 1275 in Cupar Castle) war eine englische Königstochter. Durch ihre Heirat mit König Alexander III. war sie seit 1251 Königin von Schottland.

## Herkunft
Margarete entstammte der anglonormannischen Familie Plantagenet. Sie war das zweite Kind und die älteste Tochter des englischen Königs Heinrich III. und seiner Frau Eleonore von der Provence. Über ihr genaues Geburtsdatum gibt es unterschiedliche Angaben. Als Kleinkind wurde sie zusammen mit ihrem etwa ein Jahr älteren Bruder, den Thronfolger Eduard, und mit einer Tochter des 1240 verstorbenen Earl of Lincoln erzogen. Laut dem englischen Chronisten Matthäus Paris, der für die Zeit bis 1259 die ausführlichste Quelle für Margaretes Biographie darstellt, erhielt sie ihren Namen nach ihrer Tante mütterlicherseits, der französischen Königin Margarete, sowie nach der antiken Märtyrerin und Schutzpatronin der Schwangeren, Margareta von Antiochia, deren Hilfe ihre Mutter während der schwierigen Geburt erbeten habe.

## Verlobung mit dem schottischen Thronfolger
Nachdem es 1243 beinahe zu einem Krieg zwischen England und Schottland gekommen war, schlossen Heinrich III. und der schottische König Alexander II. am 14. August 1244 in Newcastle einen Friedensvertrag. In diesem Vertrag wurde auch die Heirat von Margarete mit dem um ein Jahr jüngeren schottischen Thronfolger Alexander vereinbart. Die Heirat sollte erfolgen, sobald die Kinder dazu alt genug wären. Margarete wuchs weiter in England auf und entwickelte eine enge, lebenslang anhaltende Bindung an ihre Familie. Ihr Verlobter wurde nach dem Tod seines Vaters 1249 König der Schotten. Während seiner Minderjährigkeit führte ein Regentschaftsrat die Regierung, der von dem Baron Alan Durward geleitet wurde. Dessen Stellung war in Schottland aber umstritten, und 1251 ersuchten mehrere schottische Prälaten und Barone den englischen König, die Heirat des schottischen Königs mit der englischen Königstochter bald zu vollziehen.

## Schottische Königin

### Hochzeit in York
Daraufhin wurde für Weihnachten 1251 eine aufwändige Hochzeit im nordenglischen York vorbereitet. Nach den Angaben von Matthäus Paris waren zu der Feier 1000 englische und 600 schottische Adlige und Ritter nach York gekommen, die aufwändig unterhalten und verköstigt wurden. Um angesichts dieser Massen einen Menschenauflauf zu verhindern, traute Erzbischof Walter de Gray Margarete und Alexander heimlich und am frühen Morgen des 26. Dezember 1251. Der englische König versprach, seiner Tochter eine Mitgift in Höhe von 5000 Mark zu geben. Kurz nach der Hochzeit wurden jedoch von Durwards politischem Rivalen Walter Comyn, Earl of Menteith Beschuldigungen gegen ihn und die schottische Regierung erhoben. Mit Billigung von Heinrich III. wurde noch in York die von Durward geführte Regierung gestürzt und durch eine von der Familie Comyn geführte Regierung ersetzt.

### Unglückliche Jahre während der Comyn-geführten Regentschaft
Nach der Heirat wurde Margarete nach Schottland gebracht, wo sie unter der Aufsicht der von ihrem Vater entsandten Beamten Robert le Norrey, Stephen Bauzan sowie von Matilda de Cantilupe, der Witwe von William de Cantilupe lebte. Auch Geoffrey de Langley soll von Heinrich III. nach Schottland gesandt worden sein, doch nach den Berichten von Matthäus Paris musste er aufgrund schottischer Vorbehalte nach England zurückkehren. Dazu hatte ihr Vater die nordenglischen Barone Robert de Ros und John de Balliol zu Guardians ernannt, die für das minderjährige Ehepaar verantwortlich waren. Vermutlich war das Leben Margaretes unter dieser Aufsicht unglücklich und einsam. 1253 verlangte ihr Vater, dass sie nach England reisen sollte, um ihre schwangere Mutter zu besuchen, doch dieser Besuch fand nicht statt. Die jugendliche Margarete soll sich bitterlich beklagt haben, wie genau ihre Aufseher ihr Leben und ihre Ehe mit ihrem Mann überwacht haben. Sie lebte in beengten Verhältnissen in Edinburgh Castle, wobei sie trotz ihrer Heirat nicht mit ihrem Mann zusammenleben durfte. 1255 sandte ihre Mutter den berühmten Arzt Reginald of Bath nach Schottland, der überprüfen sollte, ob Margarete gesund war. Der Arzt soll sie blass und aufgeregt angetroffen haben, dabei soll sie schwere Vorwürfe gegen ihre Guardians erhoben haben. Reginald of Bath erklärte öffentlich seine Empörung über die Behandlung von Margarete. Wenig später starb er plötzlich; anscheinend wurde er vergiftet.

### Von Margaretes Vater unterstützter Staatsstreich von Alan Durward
Inzwischen hatte der 1251 gestürzte Alan Durward das Vertrauen des englischen Königs gewonnen. Heinrich III. unterstützte 1255 nun Durward, um mit einem Staatsstreich die Comyn-geführte Regierung zu stürzen. Der englische Magnat Richard de Clare, 5. Earl of Gloucester und der königliche Beamte John Mansel reisten nach Schottland, bemächtigten sich mit Hilfe einer List in Edinburgh Castle Margaretes und des schottischen Königs und brachten sie zum unweit der englischen Grenze gelegenen Roxburgh. Heinrich III. selbst war mit einem Heer nach Wark auf der anderen Seite der Grenze gekommen. Das englische und schottische Königspaar traf sich sowohl in Roxburgh wie in Wark, und Margarete durfte eine kurze Zeit bei ihrer Mutter in Wark bleiben. Angesichts dieser Lage gab die Comyn-geführte Regierung auf und übergab die Macht an einen neuen, von Alan Durward dominierten Regentschaftsrat. Die beiden Guardians John de Balliol und John de Ros fielen bei Heinrich III. in Ungnade. Er ließ sogar zeitweise ihre Besitzungen beschlagnahmen, doch wahrscheinlich tat er ihnen Unrecht. Aufgrund ihrer unklaren Aufgaben hatten Balliol und Ros eine schwierige Stellung in Schottland gehabt, und der englische König erwies sich nun als überbesorgter Vater. Margarete konnte aber nun anstelle ihres bisherigen faktischen Gewahrsams in Edinburgh Castle mit ihrem Mann zusammenleben und erhielt eine eigene Hofhaltung. Heinrich III. beauftragte Malise, 5. Earl of Strathearn, ein Mitglied des neuen Regentschaftsrats, sich um die Sicherheit seiner Tochter zu kümmern.

### Erneuter Staatsstreich der Comyns
Anfang 1256 durfte Margaretes Bruder Eduard sie in Schottland besuchen, und im August 1256 reisten Alexander und Margarete zu einem Besuch nach England. Sie feierten mit dem englischen Königspaar in Woodstock das Fest Maria Himmelfahrt. Danach reisten sie weiter nach London, wo John Mansel sie aufwändig bewirtete. Anschließend kehrten sie nach Schottland zurück. Dort kam es aber im Oktober 1257 zu einem erneuten Staatsstreich, als sich Walter Comyn in Kinross des Königspaars bemächtigte. Daraufhin musste Alan Durward mit ihm einen Ausgleich schließen, und der neu gebildete Regentschaftsrat bestand sowohl aus Anhängern von Comyn wie von Durward.

### Weiterer Verlauf der Ehe mit AlexanderIII.
1260 übernahm Alexander III. selbst die Regierung, worauf der Regentschaftsrat aufgelöst wurde. Im November 1260 reisten Alexander und die schwangere Margarete erneut nach England. Aufgrund von erneuten Spannungen zwischen schottischen Adligen reiste Alexander im Dezember überhastet nach Schottland zurück, während Margarete Weihnachten bei ihren Eltern in Windsor Castle feierte. Dort erfolgte im Februar 1261 auch die Geburt ihres ersten Kindes. Anfang 1267 trafen Margarete und ihr Mann erneut den englischen Thronfolger Eduard in Roxburgh. 1268 reisten sie wieder zu Margaretes Vater. Nach der Lanercost Chronicle war Margarete in großer Sorge um Eduard, als dieser 1270 zu einem Kreuzzug ins Heilige Land aufbrach, und in tiefer Trauer, als ihr Vater 1272 starb. Damit wurde ihr Bruder Eduard englischer König. Nach seiner Rückkehr vom Kreuzzug wurde er am 19. August 1274 gekrönt. An der Zeremonie in  Westminster Abbey nahmen Margarete und Alexander teil.

## Tod
Margarete starb wenige Monate nach der Krönung ihres Bruders im Alter von 34 Jahren in Cupar Castle, einer Burg in Fife, die wegen der Minderjährigkeit des Erben Duncan, 8. Earl of Fife unter königlicher Verwaltung stand. Der Franziskaner aus Carlisle, der wahrscheinlich die Lanercost Chronicle verfasste, hat nach eigenen Angaben seine Informationen von ihrem Beichtvater erhalten, der ebenfalls ein Franziskaner war. Danach war Margarete von großer Schönheit, aber auch keusch und demütig. Sie soll die Sterbesakramente von ihrem Beichtvater erhalten haben, während sie den schottischen Bischöfen und Äbten den Zutritt zu ihrem Sterbezimmer verwehrt hätte. Sie wurde in Dunfermline Abbey beigesetzt.

## Nachkommen
Mit ihrem Mann Alexander III. hatte Margarete drei Kinder:
- Margarete (* 28. Februar 1261; † 9. April 1283) ⚭ König Erik II. von Norwegen
- Alexander (* 21. Dezember 1264; † 28. Januar 1284) ⚭ Margarete
- David (* 1270[10] oder 1273[11]; † Juni 1281)

Nach ihrem Tod starben ihre Kinder alle noch zu Lebzeiten von Alexander III. Daraufhin heiratete der schottische König 1285 in zweiter Ehe Yolande de Dreux, um noch Vater eines neuen Erben zu werden.